# Bogdan Dotchev
Bogdan Ganev Dotchev - em búlgaro, Богдан Ганев Дочев (Varna, 26 de junho de 1935 - Sófia, 29 de maio de 2017) foi um árbitro de futebol e futebolista búlgaro.

## Carreira
Antes de ser árbitro de futebol, Dotchev foi jogador de futebol entre 1958 e 1966, defendendo Spartak Varna, Levski Sófia e FK Kremikovtsi, além de ter jogado 2 partidas pela Seleção Búlgara.
Em 1970, passou a apitar os jogos da Liga Profissional Búlgara de Futebol A (primeira divisão nacional), tendo atuado em 148 partidas até 1986, quando encerrou sua carreira na arbitragem. Em nível continental, Dotchev foi um dos mais ativos árbitros na década de 1980, apitando inclusive a decisão da Copa da UEFA de 1982–83, entre Anderlecht e Benfica (vencida pelos belgas).
Filiado à FIFA em 1978, esteve na Copa de 1982, apitando o jogo entre Itália e Camarões, além de ter sido um dos bandeirinhas da partida entre o Brasil e a Squadra Azzurra, conhecida como a "Tragédia do Sarriá". No jogo entre Argentina e Inglaterra, em 1986, lembrado pelos gols antológicos de Diego Maradona, não viu El Pibe fazer o famoso gol La Mano de Dios, validado pelo tunisiano Ali Bin Nasser. Em 2007, o búlgaro afirmou que Bin Nasser não tinha preparo suficiente para apitar um jogo de Copa do Mundo e chamou-o de "idiota mais apropriado para pastar camelos no deserto".
Dotchev faleceu em 29 de maio de 2017, aos 81 anos.

## Links
- Perfil no site do Levski Sofia (em inglês)